# Esteban Bigliardi
Esteban Bigliardi, né le 29 août 1973 à Hurlingham, dans la province de Buenos Aires, est un acteur argentin.

## Filmographie
- 2023: Los Delicuentes de Rodrigo Moreno[1]
- 2023 : Le Cercle des neiges de Juan Antonio Bayona[2].